# 가버나움 (영화)
《가버나움》(아랍어: کفرناحوم, Capernaum 또는 Capharnaüm)은 2018년 개봉한 레바논의 드라마 영화이다. 나딘 라바키가 감독과 공동각본을 맡았다. 2018 칸 영화제 황금종려상 경쟁후보였으며, 해당 영화제에서 심사위원상을 수상했다.

## 줄거리
베이루트 빈민가 출신의 12세 소년 자인 엘 하지(자인 El Hajj)는 그가 "개자식"(son of bitch)이라고 부르는 사람을 칼로 찔러 루미에 감옥에서 5년형을 선고받고 복역 중이다. 자인이나 그의 부모는 공식적인 출생 증명서를 신청/받은 적이 없기 때문에 그의 정확한 생년월일을 모른다. 자인은 그의 부모, 그의 어머니 수아드 및 그의 아버지 셀림에 대해 민사 소송을 제기하기로 결정한 후 법원에 회부된다. 왜 부모를 고소하려 하느냐는 판사의 질문에 자인은 "내가 태어났기 때문에"(또는 더 정확하게는 "당신이 나를 가졌기 때문에")라고 대답한다. 한편 레바논 당국은 라힐이라는 젊은 에티오피아 여성을 포함한 이주 노동자 그룹을 처리한다.
그런 다음 이야기는 자인이 체포되기 몇 달 전으로 되돌아간다. 자인은 부모님과 함께 살면서 학교에 가지 않고 다양한 계획으로 돈을 버는 최소 7명의 동생을 돌본다. 그는 위조 처방전을 사용하여 여러 약국에서 트라마돌 알약을 구입하고 가루로 부수고 옷에 담가 그의 형이 감옥에 있는 마약 중독자에게 판매한다. 자인은 또한 가족의 집주인이자 지역 시장 가판대 주인 인 아사드의 배달원으로도 일하고 있다. 어느 날 아침, 자인은 11살 된 여동생 사하르가 그녀가 이제 임신할 수 있다는 사실을 알게 되면 그녀가 아사드와 결혼할 것을 두려워하여 첫 월경의 증거를 숨기도록 도와준다.
자인은 사하르와 함께 탈출하고 새로운 삶을 시작할 계획을 세운다. 그러나 그녀의 부모가 닭 두 마리를 대가로 사하르와 아사드와 결혼하면서 그의 의심이 옳았다는 것이 입증되었다. 부모에게 분노한 자인은 도망쳐 버스를 타고 가서 자신을 '바퀴맨'이라고 부르는 가짜 스파이더맨 의상을 입은 노인을 만난다. 바퀴벌레 남자는 라스 베이루트의 루나 공원에서 버스에서 내리고 자인은 그를 따라 공원에서 남은 하루를 보낸다. 관람차에서 자인은 아름다운 노을을 보고 울기 시작한다. 나중에 자인은 공원에서 청소부로 일하는 에티오피아 이주 노동자 라힐을 만난다. 그녀는 자인을 불쌍히 여겨 자인이 그녀가 일할 때 서류상 등록되지 않은 아직 아기인 아들, 요나스를 돌보는 대가로 그녀의 허름한 양철집에서 살게 한다.
라힐의 위조된 이민 문서는 곧 만료될 예정이며 새 문서에 대해 위조자 아스프로에게 지불할 돈이 충분하지 않다. 아스프로는 요나스를 입양할 수 있도록 요나스를 제공하면 문서를 무료로 위조하겠다고 제안한다. 라힐은 요나스의 서류 미비 상태가 교육을 받거나 고용될 수 없다는 것을 의미한다는 아스프로의 주장에도 불구하고 거절한다. 라힐의 문서가 만료되고 그녀는 레바논 당국에 의해 체포된다. 판잣집으로 돌아오지 않자 자인은 당황한다. 며칠이 지나자 자인은 형제라고 주장하며 스스로 요나스를 돌보기 시작하고 돈을 벌기 위해 다시 트라마돌을 팔기 시작한다.
어느 날 아스프로가 기반을 둔 소욱 알 아하드(Souk Al Ahad)에서 자인은 메이소운이라는 어린 소녀를 만난다. 메이소운은 시리아 난민이며 아스프로가 그녀를 스웨덴으로 보내는 데 동의했다고 주장한다. 자인은 아스프로가 그를 스웨덴으로도 보내달라고 요구하고 아스프로는 자인이 그에게 요나스를 주면 이에 동의한다. 자인은 마지 못해 동의하고 아스프로는 난민이 되려면 어떤 형태의 신분증이 필요하다고 말한다. 자인은 부모에게 돌아와 신분증을 요구하고 웃으면서 그가 가지고 있지 않다고 말한다. 떠난 것에 대해 그를 부인하고 그들은 그를 집에서 쫓아 냈지만 사하르가 최근 임신 문제로 사망했다는 사실을 밝히기 전에는 아니다. 화가 난 자인은 큰 칼을 들고 집을 뛰쳐나와 아사드를 찌른다. 자인은 체포되어 루미에 교도소에서 5년형을 선고받는다.
감옥에 있는 동안 어머니의 방문 중에 자인은 수아드가 다시 임신했다는 사실을 알게 되고 아이의 이름을 사하르로 지을 계획이다. 딸의 죽음에 대한 어머니의 후회가 부족한 것에 역겨운 그는 그녀를 "무자비하다"며 다시는 방문하지 말라고 말한다. 아동 학대에 대한 논평을 요청하는 TV 프로그램에서 자인은 언론에 연락하여 부모가 자녀를 방치하는 것에 지쳤으며 자녀를 돌볼 수 없을 때 자녀를 계속 낳은 부모를 고소할 계획이라고 말했다. 판사가 그에게 부모에게 원하는 것이 무엇인지 물었을 때 그는 자신이 가진 방치로 고통받는 것을 원하지 않기 때문에 "나는 그들이 자녀를 갖지 않기를 원합니다"라고 말한다. 자인은 또한 아스프로가 아동을 불법적으로 입양하고 학대하고 있다고 주장한다. 아스프로의 집이 급습되고 요나스와 라힐을 포함한 자녀와 부모가 재회한다.
자인의 사진은 신분증용으로 찍혀 있다. 사진가는 자인의 심술궂은 성격에 대해 농담을 던진다. "그건 신분증이지 사망증명서가 아니다." 자인은 미소를 지었다.

## 출연

### 주연
- 자인 알 라피아 - 자인 역
- 요르다노스 시프로우 - 라힐 역

### 조연
- 보루와티프 트레저 반콜 - 요나스 역
- 나딘 라바키 - 나딘 역
- 하이타 아이잠 - 사하르 역
- 카우사르 알 하다드 - 수아드(자인의 어머니) 역
- 파디 유세프 - 셀림(자인의 아버지) 역
- 일라이어스 코리 - 판사 역
- 파라 하스노 - 메이소운 역

## 기타
- 협력프로듀서: 앤 도미니크 타우세인트
- 미술: 후세인 베이다운
- 배역: 제니퍼 하다드